# Lenie 't Hart

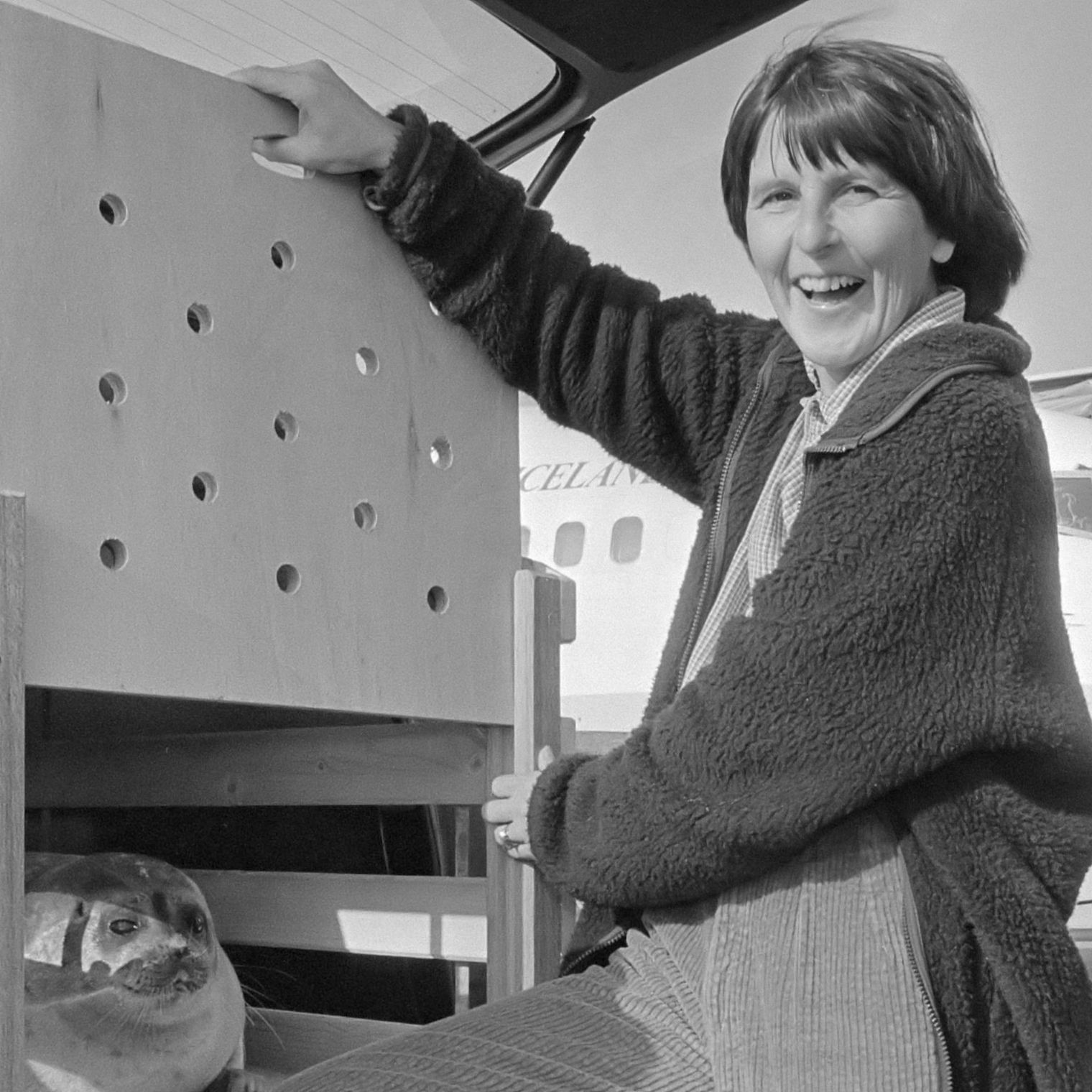
Lenie 't Hart, 1982

Lenie 't Hart (geboren als Leentje Godlieb) (Farmsum, 16 september 1941) is een Nederlands dierenverzorgster en dierenactiviste. Ze is betrokken bij de opvang van zieke en verzwakte zeehonden en was tussen 1971 en 2014 verbonden aan Zeehondencentrum Pieterburen, voorheen  Zeehondencrèche Pieterburen.

## Loopbaan
Ze startte haar activiteiten toen gemeentesecretaris en dierenvriend René Wentzel uit Uithuizen haar vroeg te helpen bij de opvang van verzwakte huilers (door hun moeder verlaten jonge zeehonden). De crèche ontwikkelde zich daarna tot een zeehondenziekenhuis, met quarantaineruimtes, laboratorium en röntgenafdeling, waar zeehonden medische behandelingen ondergingen. Door middel van rondleidingen, een vaste expositie en een film werd voorlichting gegeven over de problemen van de zeehond en zijn milieu. Lenie 't Hart was daarnaast nauw betrokken bij internationale projecten die als doel hadden zeezoogdieren tegen uitsterven te behoeden. Lenie 't Hart werkte aanvankelijk als vrijwilligster en later als directeur bij de crèche.
Op 12 juli 2006 verscheen het boek 't Hart voor de zeehond; 35 jaar Zeehondencrèche, 65 jaar Lenie 't Hart; 100 jaar dierenliefde. Dit jubileumboek werd geschreven door journalisten van het Dagblad van het Noorden aan de hand van de gesprekken met betrokkenen bij de zeehondencrèche. 't Hart presenteerde van 1983 tot 1988 het Groninger Programma van Radio Noord. Daarna maakte ze een serie radiocolumns. Van mei 2005 tot begin 2007 presenteerde ze iedere zondagochtend drie uur live het Radio Noord-programma Noordbrouk Rechtsoaf.

### Vertrek bij de crèche in Pieterburen
In 2012 stopte 't Hart als directeur van de zeehondencrèche, maar bleef aan als adviseur. Er ontstonden steeds meer meningsverschillen tussen haar en een groot deel van het personeel. In 2014 kwam het tot een uitbarsting. De directie en medewerkers wilden minder zeehonden opvangen, een kortere opvangperiode voor de zeehonden en het gebruik van antibiotica bij de opgevangen dieren verminderen. Een centraal punt in het conflict was de vraag of alle op het strand liggende zeehonden moesten worden opgevangen. Lenie 't Hart meende dat een zeehondpup op het strand per definitie hulpbehoevend is, terwijl de nieuwe directie en medewerkers dat bestreden: volgens nieuwe wetenschappelijke inzichten lieten zeehonden hun pups weleens op het strand alleen om voedsel te halen in zee. 't Hart verordonneerde dat het personeel alle gestrande zeehonden moest opvangen. De crisis kwam tot een hoogtepunt, nadat 't Hart haar vriend Wibo van de Linde had aangesteld als voorzitter van de raad van toezicht en zij samen via de media hadden laten weten dat het nieuwe opvangbeleid illegaal was; hierop ging het personeel in staking.
Nadat in 2014 de raad van toezicht werd vervangen, verbrak 't Hart de banden met de zeehondencrèche. Haar pogingen om een vergoeding van honderdvijftigduizend euro te krijgen voor gemaakte kosten en voor haar pensioen draaiden op niets uit. Ze richt zich nadien vooral op internationale projecten, maar is ook betrokken bij nieuwe initiatieven voor zeehondenopvang zoals in Termunten, een initiatief dat vanaf het begin veel weerstand opriep. Zo hebben vele natuurorganisaties en de Provincie Groningen zich tegen een nieuwe zeehondenopvang uitgesproken. Staatssecretaris Van Dam was echter wel bereid een vergunning te verlenen.
In de jaren na haar vertrek zijn 't Hart en een aantal van haar oud-medewerkers herhaaldelijk in het nieuws geweest, omdat zij in huis of in de schuur onder slechte omstandigheden illegaal zeehonden zouden opvangen. Ze deden dit, omdat ze het niet eens waren met het beleid van de crèche in Pieterburen. De Nederlandse Voedsel- en Warenautoriteit heeft de dieren naar gelegitimeerde opvanglocaties gebracht, proces verbaal opgemaakt en een strafrechtelijk onderzoek ingesteld. De betrokkenen werden uiteindelijk ontslagen van rechtsvervolging.
Op 5 januari 2025 is het Zeehondencentrum te Pieterburen gesloten. In het voorjaar van 2025 gaat de opvang weer open in het Werelderfgoedcentrum, in de haven van Lauwersoog. Hier wordt de opvang onderdeel van het bredere Werelderfgoedcentrum Waddenzee.

## Persoonlijk

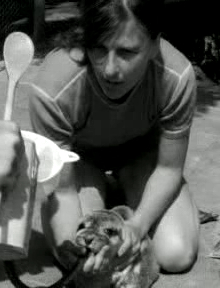
Lenie 't Hart in 1977

't Hart was getrouwd met jeugdfilm- en seriemaker Karst van der Meulen. Ze was eerder gehuwd met Joop 't Hart, wiens achternaam ze nog steeds gebruikt. Uit dit huwelijk heeft 't Hart een zoon. Ze is onderscheiden met de Zilveren Anjer (1985), is Officier in de Orde van de Gouden Ark (1994) en Officier in de Orde van Oranje-Nassau (1996).